# 渦拡散
渦拡散（うずかくさん、英: eddy diffusion）は、渦運動によって大気中あるいは流体系中で物質が混合される拡散過程をいう。もう一つの定義では、渦拡散とは小さなコルモゴロフのマイクロスケールから亜熱帯環流まで様々な大きさの渦によって引き起こされる混合である。
大気混合の原因である微視的過程は詳細にモデル化するには複雑過ぎるため、大気モデルの製作者は一般に大気混合を巨視的な「渦 」拡散過程」として扱う。この手法において、それぞれの圧力レベルでの渦速度は渦拡散係数Kとして知られる量によってパラメータ化される。

## クロマトグラフィー
クロマトグラフィーにおいて、渦拡散はファン・デームテルの式の第一項を記述する。渦拡散は大きな粒子が充填されたカラム内での物質の不均等な移動のためにバンドの広がりに寄与する。試料分子は分離層を通る時に直線ではなく「ジグザグ」に移動する。渦拡散の寄与は移動相の線流速とは独立である。